# Bezzia pictipes
Bezzia pictipes är en tvåvingeart som beskrevs av Maurice Emile Marie Goetghebuer 1948. Bezzia pictipes ingår i släktet Bezzia och familjen svidknott.
Artens utbredningsområde är Kongo. Inga underarter finns listade i Catalogue of Life.